# مينورو إينابا
مينورو إينابا(ولد في 8 نونبر 1951، شيزوكا (محافظة)، اليابان) هو مؤدي أصوات ياباني.

## الأدوار
- الاخ الأكبر في روضة في أنا و أخي
- الوميض الأزرق
- زهرة البراري
- كسودا كيجي، الرجل أ، شوتارو كويزومي في المحقق كونان
- فريج في جنود السايبورغ
- أسطورة زورو (أنيمي)
- ماريغان في السيف القاطع
- بيل وسيباستيان (أنمي)
- دوكتور ج في أجنحة كاندام
- بيكو في البطل الذهبي
- ناغري، نيبتون في ون بيس
- أستاذ الرياضيات في أخي العزيز
- ريزو في عهد الأصدقاء
- تينغو الذهبي في السيف المضيء
- رانزي المدهشة

## وصلات خارجية
- مينورو إينابا على موقع IMDb (الإنجليزية)
- مينورو إينابا على موقع ميوزك برينز (الإنجليزية)
- مينورو إينابا على موقع قاعدة بيانات الفيلم (الإنجليزية)
- مينورو إينابا على موقع كينوبويسك (الروسية)
- مينورو إينابا على موقع ANN person (الإنجليزية)

http://www.animenewsnetwork.com/encyclopedia/people.php?id=4135